# John Watts (Musiker)

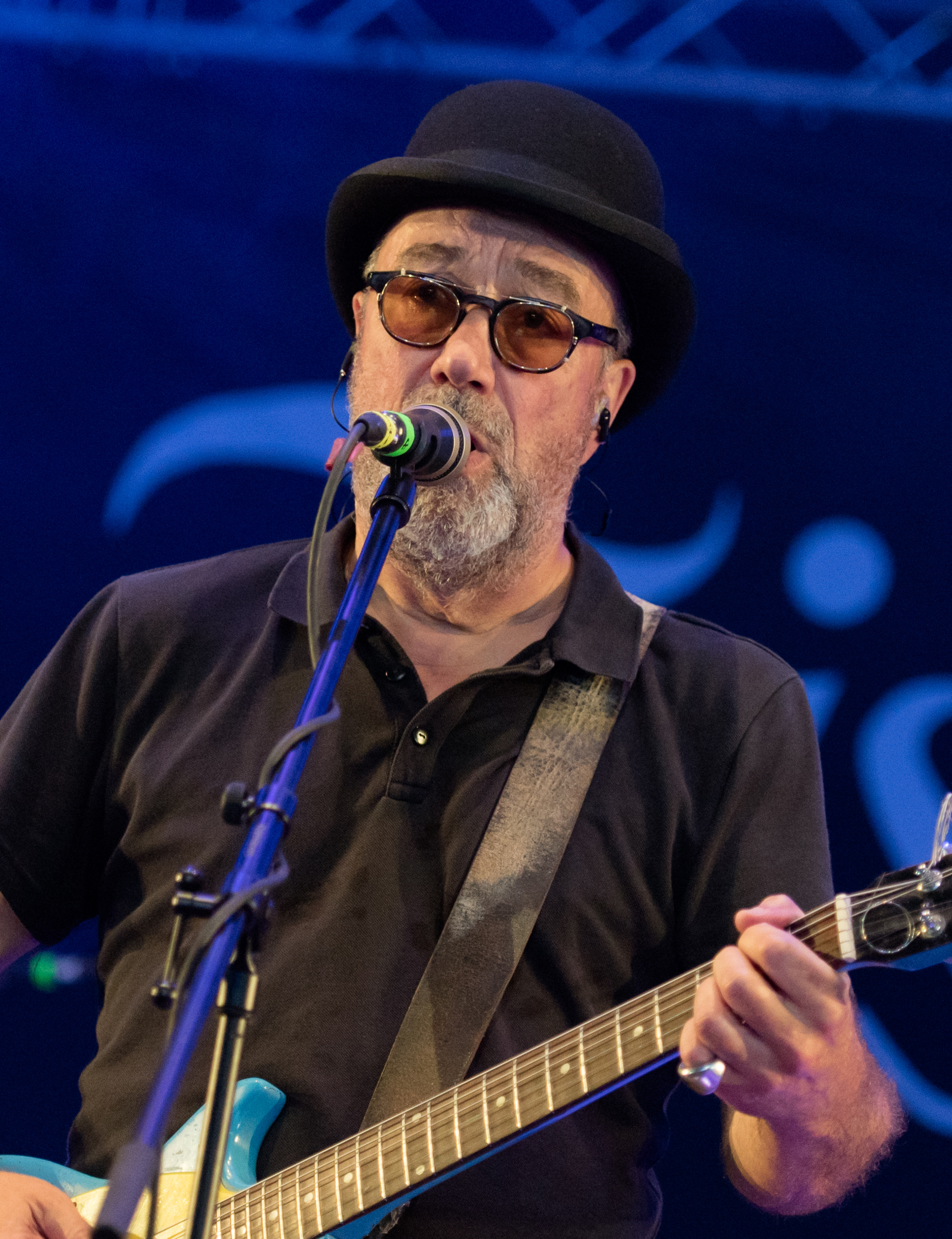
John Watts 2018

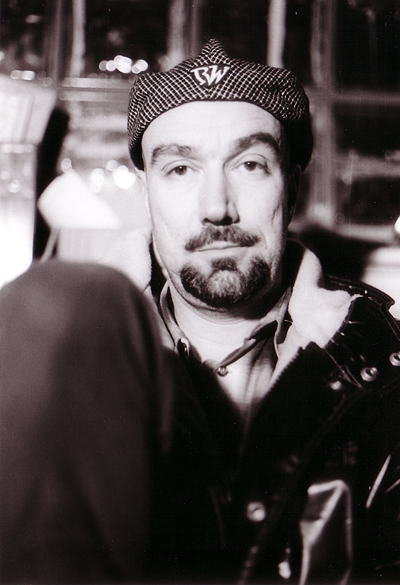
John Watts

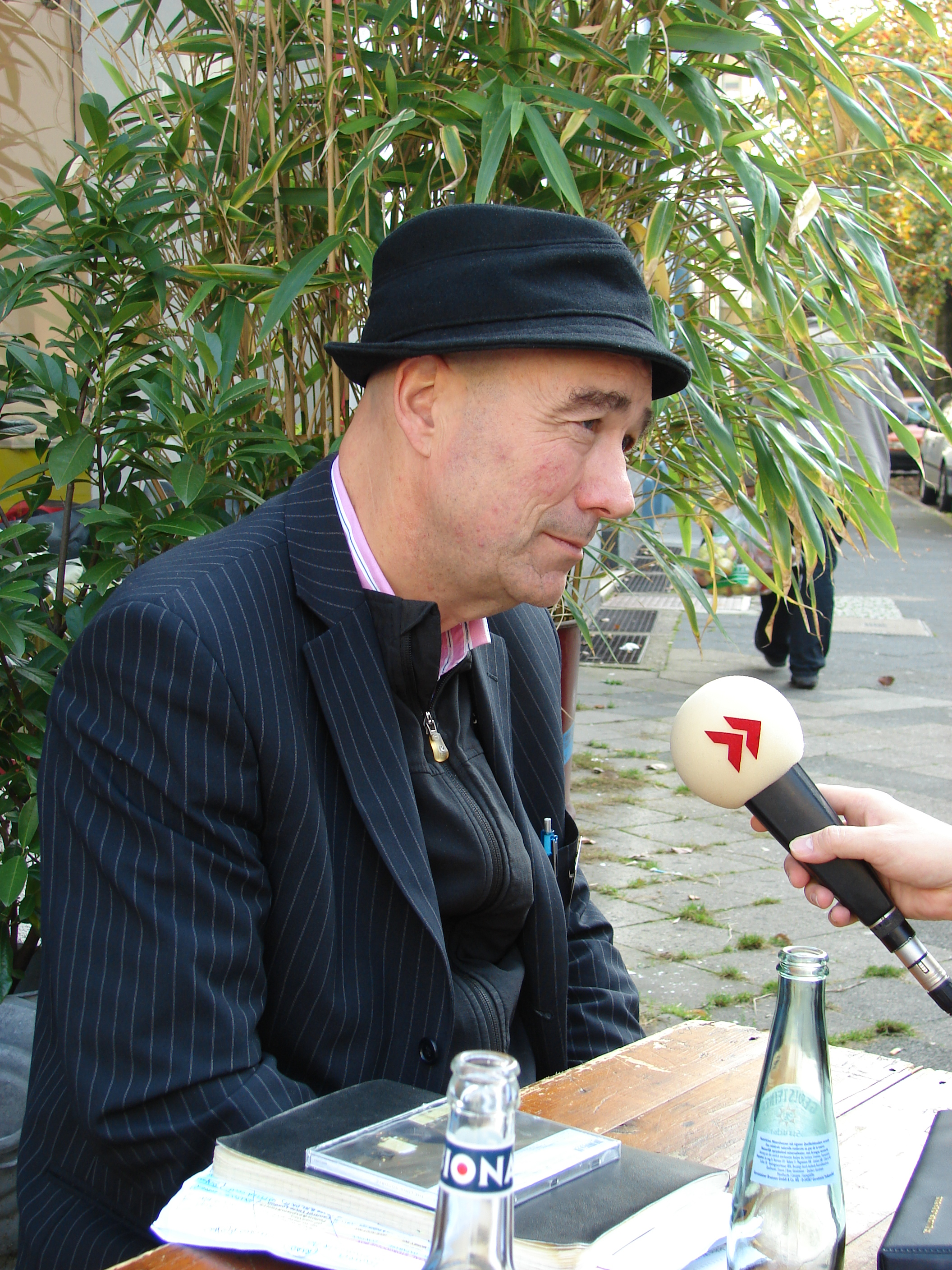
John Watts (2008)

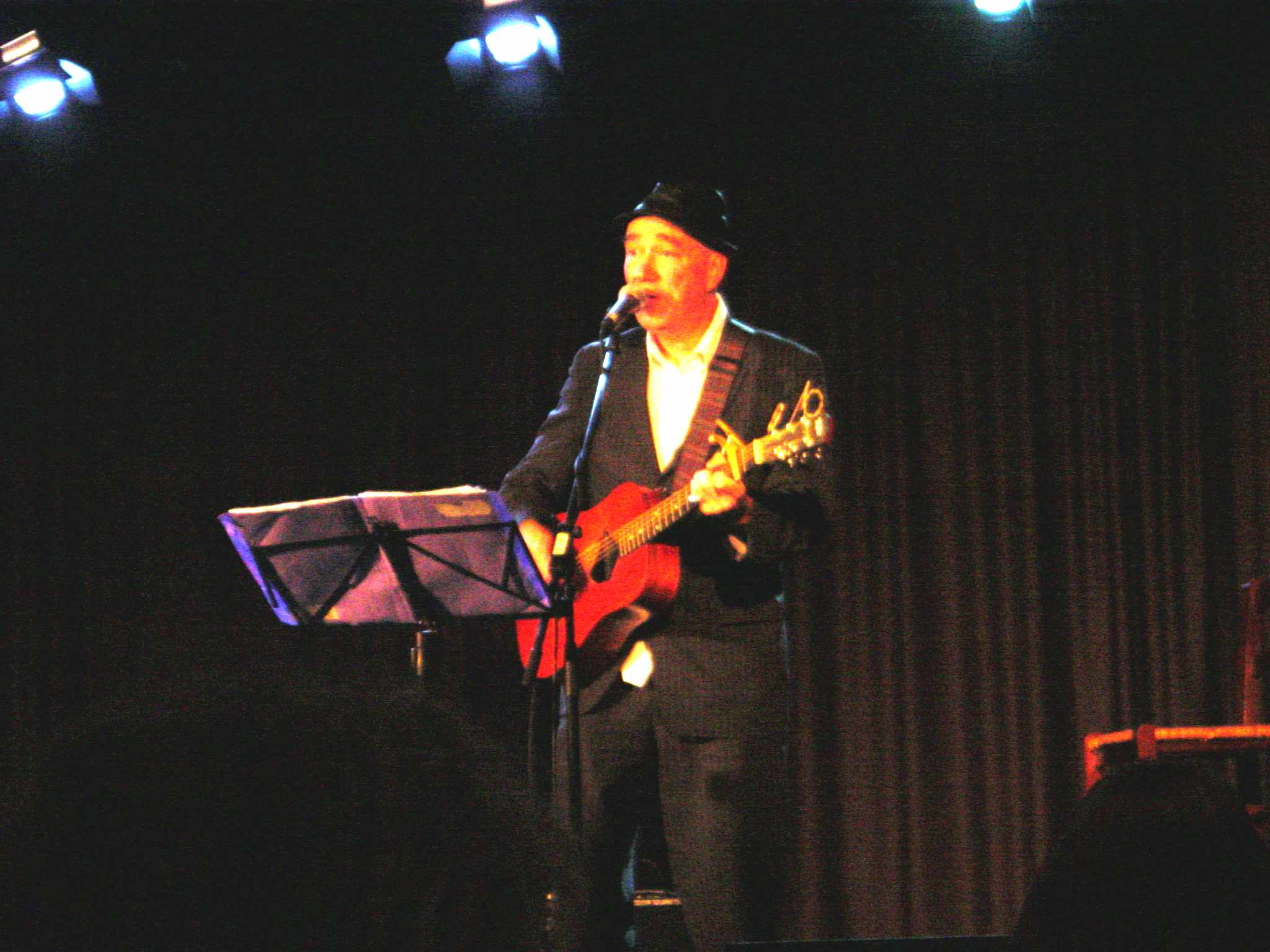
John Watts (2010)

John Malcolm Watts (* 27. Dezember 1954 in Harrow, Middlesex) ist ein britischer Sänger, Gitarrist und Dichter. International bekannt ist er seit Ende der 1970er Jahre als Sänger, Gitarrist und Gründer der Gruppe Fischer-Z. Nach Auflösung der Gruppe durch ihn begann Watts 1982 eine Solokarriere. Im Jahre 1987 reaktivierte er den Namen Fischer-Z. Diesen Formationen gehört allerdings außer ihm kein weiteres Gründungsmitglied an.
John Watts verkaufte mehr als zwei Millionen Alben. Peter Gabriel, Steve Cropper und Dexys Midnight Runners waren an Aufnahmen beteiligt. Fischer-Z sind an der Seite von James Brown in Ost-Berlin aufgetreten und waren mit The Police und Dire Straits auf Tour. Sie begleiteten Bob Marley auf seiner letzten Festival-Tour durch Europa und waren in den USA und Kanada auf Tour. In den letzten Jahren hat sich Watts einen Ruf als Multimedia-Künstler aufgebaut. Seine Karriere als Fischer-Z umfasst bis jetzt 19 Alben und 3000 Konzerte.

## Werk
John Watts  gründete Fischer-Z, als er noch klinische Psychologie studierte und in psychiatrischen Kliniken arbeitete. Die ersten Auftritte fanden in Clubs statt. Das erste Fischer-Z-Album, Word Salad, wurde 1979 bei United Artists Records veröffentlicht, parallel zu The Buzzcocks und The Stranglers. Es folgten mehrere Auftritte bei  The Old Grey Whistle Test und ein erster Auftritt bei Top of the Pops mit der in Europa erfolgreichen Single The Worker. Das zweite Album, Going Deaf For a Living, festigte Watts’ Fähigkeit, globale politische Themen in erzählenden Songs vor dem Hintergrund „schrulliger“ Popmusik zu vermitteln. Die Single So Long wurde 1980 auf dem neu gegründeten TV-Sender MTV herausgebracht.
Der Erfolg von Fischer-Z in Europa wurde mit Red Skies Over Paradise (1981) gefestigt. Berlin, Marliese, Battalions of Strangers, Cruise Missiles und der Titelsong wurden als Klassiker dieser Ära bezeichnet und die Verkaufszahlen überschritten die 1-Million-Grenze. Watts löste die ursprüngliche Fischer-Z-Besetzung im Sommer 1981 auf, da er meinte, die Band habe sich zu stark von ihren ursprünglichen Punk-Idealen entfernt. Watts’ erste Soloalben, One More Twist (1982) und The Iceberg Model (1983), brachten die Single One Voice und den Song The Iceberg Model hervor. Kurzzeitig gründete er eine Band namens The Cry und veröffentlichte 1984 das Pop/Dance-Album Quick Quick Slow, das von Jimmy Douglass produziert wurde. In den 1980ern wurde Watts stark von den politischen Ereignissen beeinflusst, besonders von Margaret Thatchers Umgang mit den Gewerkschaften in Großbritannien. Sein Song Dark Crowds of Englishmen aus dem Jahr 1985 handelt vom Britischen Bergarbeiterstreik 1984/1985 und dem Verschwinden des Proletariats.
Watts gründete Fischer-Z im Jahr 1987 in einer anderen Besetzung neu und feierte Erfolge unter anderem mit den Singles The Perfect Day (1988) und Say No (1989) aus den Alben Reveal (1988) und Fish’s Head (1989). Das 1991 erschienene Album Destination Paradise wurde in Peter Gabriels Real World Studios aufgenommen. Der Song Further From Love und der Titelsong stellen die Leiden der Zivilbevölkerung zu Kriegszeiten in den Vordergrund. Die nächsten beiden Fischer-Z-Alben, Kamikaze Shirt (1993) und Stream (1995), kombinierten weiterhin eine politische Sichtweise mit Songs, die auf Watts’ Beobachtungen und Erfahrungen im echten Leben basierten.
Seine Solo-Karriere nahm er 1997 mit Thirteen Stories High wieder auf. Für sein nächstes Album, Bigbeatpoetry (1999), verband er Poesie, Prosa und Songtexte mit einem DJ und Beats. Eine Ära der Multimedia-Projekte begann mit „Ether Music & Film“ (2002), einem internationalen Projekt. Hierfür reiste Watts durch ganz Europa und in das von den Ereignissen des  11. September 2001 geprägte New York. Die Songs entstanden zum Teil spontan mit Straßenmusikern oder in kurzfristig angesetzten Sessions. Eingesetzt wurde minimales Equipment: ein qualitativ hochwertiges Mikrofon und ein Laptop. Das gesamte Projekt wurde gefilmt und als Album sowie als DVD veröffentlicht.
Real Life Is Good Enough (2005) war ein Gitarren- und Drums-Album, das mit Sam Walker aufgenommen wurde. Das 2006 nachfolgende und im Kontext stehende Album It Has To Be bestand aus Melodien, die von Watts Kontakt mit Fremden in zehn verschiedenen Ländern Europas inspiriert sind. Er schrieb für jeden von ihnen einen Song. Das Album enthielt Gedichte und Kurzgeschichten von Watts. Das Album Morethanmusic (2010) enthielt die Single Head On, die von Watts’ Erfahrung inspiriert war, ein siebenjähriges Kind zu beobachten, wie es die Live-Hinrichtung von  Saddam Hussein auf dem Handy ansah. Watts drehte einen Film für jeden Titel auf „Morethanmusic“.
Das Album This is My Universe, das im Jahr 2015 veröffentlicht wurde, enthält den Titel Martha Thargill, in dem Watts den Bergarbeiterstreik nach 30 Jahren noch einmal neu überdenkt.

## Diskografie
John Watts nahm als Sänger und Songwriter unter dem Namen Fischer-Z wohl seine kommerziell erfolgreichsten Alben auf. Neben Solo-Projekten nimmt er nach wie vor auch unter dem Namen Fischer-Z Songs auf. Nachfolgend alle Alben, die er unter dem Namen Fischer-Z und als Solo-Künstler veröffentlicht hat:
- Fischer-Z: Word Salad 1979
- Fischer-Z: Going Deaf For A Living 1980
- Fischer-Z: Red Skies Over Paradise 1981
- John Watts: One More Twist 1982
- John Watts: The Iceberg Model 1983
- The Cry: Quick Quick Slow 1984
- Fischer-Z: Reveal 1987
- Fischer-Z: Fish’s Head 1989
- Fischer-Z: Destination Paradise 1992
- Fischer-Z: Kamikaze Shirt 1993
- Fischer-Z: Stream 1995
- J.M. Watts: Thirteen Stories High 1997
- Watts: Bigbeatpoetry 1999
- Watts: Spiritual Headcase 2000/2001
- Fischer-Z: Ether 2002
- Fischer-Z – John Watts: Ether – Beep Start 2002
- John Watts: Ether – Music & Film 2003
- Fischer-Z: Highlights 1979 to 2004
- Fischer-Z: The Garden Party DVD 2004
- John Watts: Real Life Is Good Enough 2005
- John Watts: It Has To Be 2007
- John Watts: Morethanmusic & Films 2009
- John Watts: Fischer-Z 2011
- John Watts: Realistic Man – live solo recordings 2012
- John Watts – Fischer-Z: Live at Rockpalast 1982 DVD/CD 2012
- Fischer-Z: This Is My Universe 2016
- John [James] Watts & The Cry: Live from London DVD/DLC 2016
- Fischer-Z: Building Bridges 2017
- Fischer-Z: Swimming in Thunderstorms 2019
- Fischer-Z: S.I.T. Annexe – EP 2020
- Fischer-Z: Til The Oceans Overflow 2021